# قبعة المهد

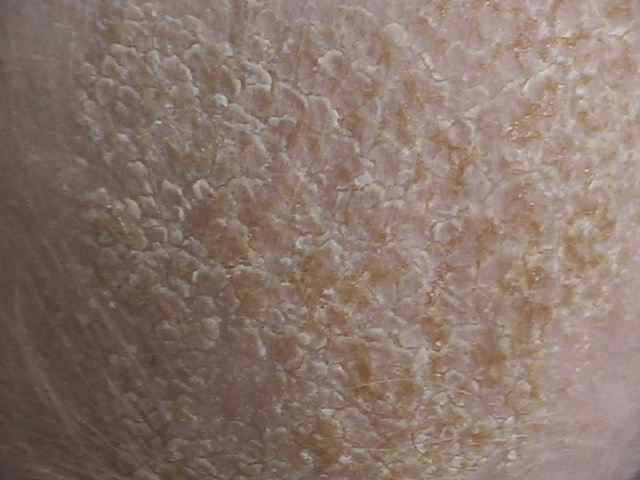
صورة مقربة لحاسوف لبني على رأس مولود جديد

الحاسوف اللبني أو جُلْبَةُ اللَّبَن أو جلبة المهد أو الجُلْبَةٌ اللَبَنِيَّة أو قِرْفُ اللَّبَن أو الهَرَص اللَبَنِيّ (باللاتينية: crusta lactea) أو قبعة المهد أو قبعة دهنية (بالإنجليزية: Cradle cap)‏ أو (بالإنجليزية: milky tetter)‏ هو قِشْرَةٌ مَثِّيَّةٌ عَلَى رَأْسِ الوَليد. وهو شكلٌ خفيف من التهاب الجلد الزهمي يصيب الرضع حديثي الولادة ويبدو على شكل قشور دهنية ملتصقة بفروة الرأس تترافق عادةً مع الدخنيات على الوجه. ويعتبر هذا الشكل استمرارٌ لطلاء الدهني الذي يغطي فروة الوليد عند الولادة.

## أسماء أخرى
الدواية أو خبز الرأس وخبزة الرأس وقلنسوة المهد وطاقية المهد وقبة المهد.

## الأعراض
يبدو خبز الرأس على شكل قشور صفراء دهنية حمامية مرتفعة وملتصقة بالفروة، خاصةً في قمة الرأس والحاجبين. وقد تتصف البقع بحوافٍ واضحة، وهي تكون عادةً متناظرةً في الطرفين. وقد تمتد الإصابة لتشمل العنق وخلف الأذنين والصدر وتحت الإبطين والناحية الإربية . وقد تصبح مناطق الإصابة متآكلة ومتشققة; ومهيأة لحدوث إنتانٍ جرثومي أو فطري ثانوي.

## العلاج
يكون علاج الأشكال الخفيفة من طاقية المهد بسيطٌ جداً، وذلك بدهن فروة الرأس بزيت الزيتون الدافئ وتركه عدة دقائق، ثم تمشيط المنطقة بلطف بمشط ناعم , حيث تزول القشور تاركةً مكانها منطقةً خالية منها . ثم تغسل فروة الرأس بشامبو لطيف , ويفضل عدم استخدام الشامبو الحاوي على موادٍ طبية مخرشة، كحمض الصفصاف وحمض الكبريت . ويمكن عند الأطفال الأكبر عمراً تطبيق الهيدروكورتيزون بلطف على أماكن الإصابة , وحده أو بالمشاركة مع حمض الصفصاف . و أما في حالات الإصابة بالإنتان الجرثومي أو الفطري الثانوي، فيمكن معالجتها بتطبيق المضادات الحيوية أو مضادات الفطور موضعياً حسب ما يرى الطبيب.